# Luise
Pour plus de détails, voir Fiche technique et Distribution.
Luise est un drame historique franco-allemand réalisé par Matthias Luthardt et sorti en 2023.

## Synopsis
Alsace, octobre 1918. Luise, jeune paysanne de 25 ans, vit seule dans une ferme isolée près de la frontière française. Un matin, dans sa maison, elle découvre Hélène, une Française en fuite vers les Pays-Bas poursuivie par Hermann, un soldat allemand. Blessé, Hermann est contraint de rester quelque temps à la ferme, ce qui fait de lui un déserteur. Luise décide de les héberger tous les deux. Alors que les deux femmes se rapprochent, Hermann se sent de plus en plus exclu et tente de leur barrer la route.

## Fiche technique
Sauf indication contraire, les informations mentionnées dans cette section peuvent être confirmées par les bases de données cinématographiques IMDb et Allociné,  présentes dans la section « Liens externes ».
- Titre original : Luise
- Réalisation : Matthias Luthardt
- Scénario : Sebastian Bleyl en collaboration avec Matthias Luthardt inspiré librement du roman The Fox (Le Renard) de D. H. Lawrence
- Musique : Pēteris Vasks, Matthias Petsche
- Décors : Olivier Meidinger
- Costumes : Tanja Gierich
- Photographie : Lotta Kilian
- Son : Philippe Fabbri, assisté par Claire Ladenburger
- Montage : Florian Miosge
- Production déléguée : Philippe Avril et Olivier Damian
- Coproduction : Claudia Gladziejewski, Monica Lobkowicz (BR), Birgit Kämper (ARTE G.E.I.E), Didier Falk (Will Production)
- Sociétés de production : Les Films de l'Étranger et 27 Films Production
- Sociétés de coproduction : Bayerischer Rundfunk/ARTE, La Cinéfiliale, Will Production
- Sociétés de distribution : Pyramide Distribution (France), Salzgeber (Allemagne)
- Pays de production :  France et  Allemagne
- Langues originales : français, alsacien et allemand
- Format : couleur — 1,85:1
- Genre : drame historique
- Durée : 99 minutes
- Dates de sortie :
  - Pays-Bas : 3 février 2023 (Festival international du film de Rotterdam - première mondiale)
  - France : 5 juillet 2023
  - Allemagne : 23 août 2023 (Fünf Seen Filmfestival) ; 31 août 2023 (en salles)

## Distribution
Sauf indication contraire ou complémentaire, les informations mentionnées dans cette section proviennent du générique de fin de l'œuvre audiovisuelle présentée ici.
- Luise Aschenbrenner : Luise
- Christa Theret : Hélène
- Leonard Kunz : Hermann
- Aleksandar Jovanovic : Le capitaine[2]

## Production
Le film a été tourné en totalité dans les Vosges, aux alentours de Gérardmer, en septembre-octobre 2021 près du village de Liézey.
Il a été soutenu par le mini-traité franco-allemand (CNC-FFA), Créative Europe MEDIA, Filmförderungsanstalt (FFA), Medienboard Berlin-Brandenbourg (MBB), MFG Baden-Württemberg, Région Grand Est, Conseil Départemental des Vosges (réseau Plato), Eurométropole de Strasbourg
La sortie du film en France a fait l'objet de critiques favorables au film (La Marseillaise, Les Fiches du Cinéma, Dernières nouvelles d'Alsace, L'Obs, Têtu, etc.) mais aussi de notules mitigées (Le Monde, Positif, Première) sinon hostiles (Télérama).